# Templo de Nuestra Señora de Aranzazú
El Templo de Nuestra Señora de Aranzazú es un edificio católico de la ciudad de Guadalajara, ubicada en el centro del estado de Jalisco, México. El templo es catalogado como monumento histórico por el Instituto Nacional de Antropología e Historia (INAH) para su preservación.

## Acerca del templo
Está bajo la advocación de la Virgen de Aranzazú. Su nombre está relacionado con la leyenda de su aparición. En sí, la palabra arantzazu  se compone del vocablo vasco "arantza" (que se traduce como "espino")  y el sufijo "zu" que indica "abundancia" por lo que viene a significar "abundancia de espinos" y hace referencia a la existencia de abundantes arbustos espinosos en el lugar.
Fue construido por el fray Pedro Íñigo Vallejo con la ayuda financiera de la familia Basauri proveniente del País Vasco entre 1749 y 1752. Formaba parte del convento de San Francisco, siendo la única de sus seis capillas en perdurar hasta el presente debido a las Leyes de Reforma que resultaron en la destrucción del conjunto conventual. Su entrada principal tiene pilastras tableradas y su arco moldurado de la puerta. Cuenta con un pórtico del orden dórico y una hornacina barroca en el segundo cuerpo con una imagen de la Virgen de Aranzazu y el Santo Niño. Su fachada es rematada con una espadaña con una cornisa mixtilínea con roleos y molduras. Tiene tres ventanas con arcos de medio punto y tiene medallones de santos.
Su nave tiene bóvedas de crucería. Cuenta con tres retablos dorados de madera, las únicas en toda Guadalajara. Son de los estilos anástilo, estípite y neostilo. Tienen una rica iconografía. El retablo mayor tiene imágenes de la Virgen de Aranzazú, San Joaquín, Santa Ana, el Sagrado Corazón de Jesús, Juan el Evangelista, Juan el Bautista, Santa Isabel, Francisco de Asís y José de Nazaret con un remate que presenta al Señor. El retablo de la izquierda tiene una imagen de Nuestra Señora de los Dolores y el de la derecha está dedicado a San José. También hay un cuadro con el árbol genealógico de San Francisco de Asís.

## Galería

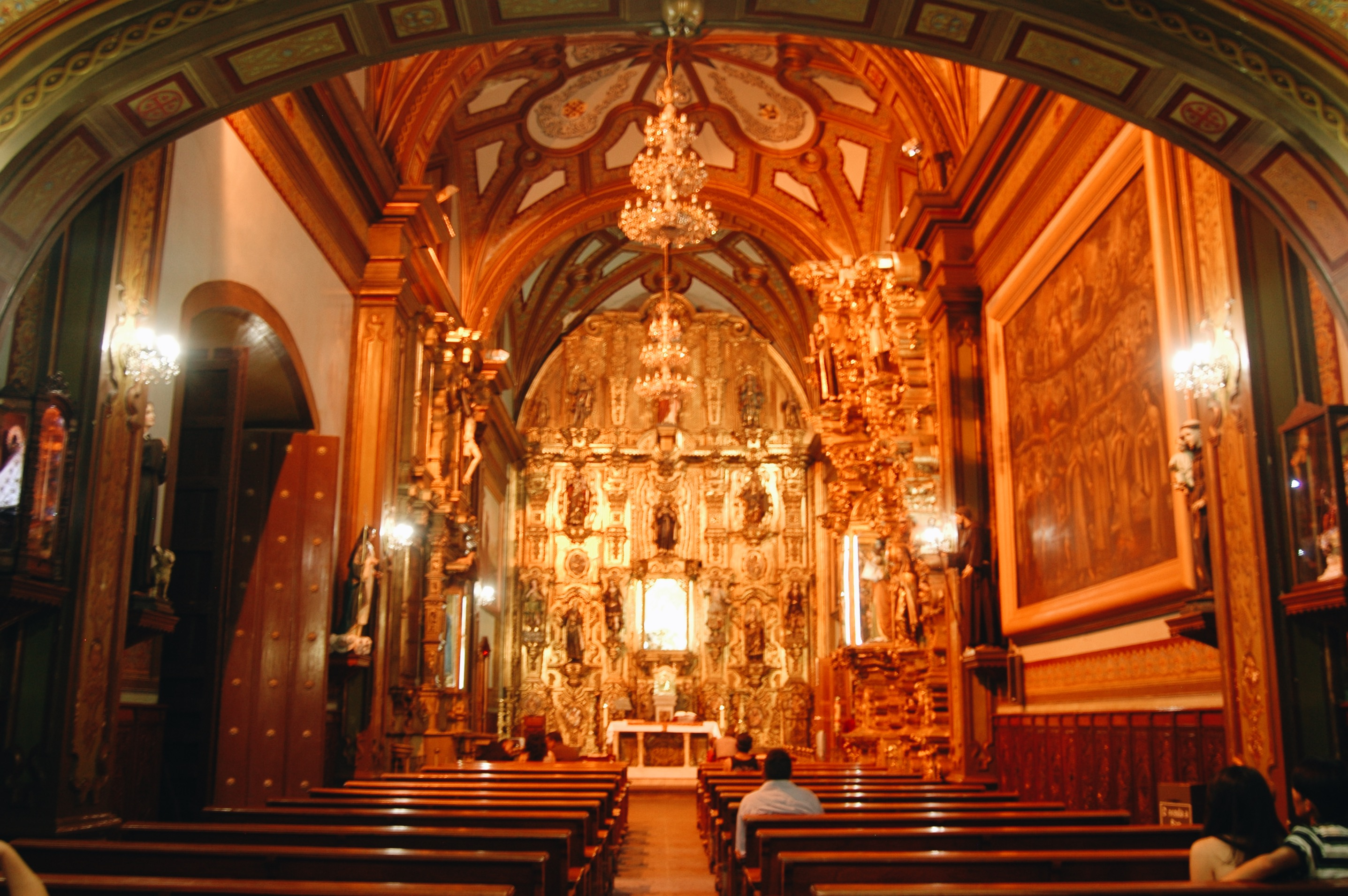
El interior.
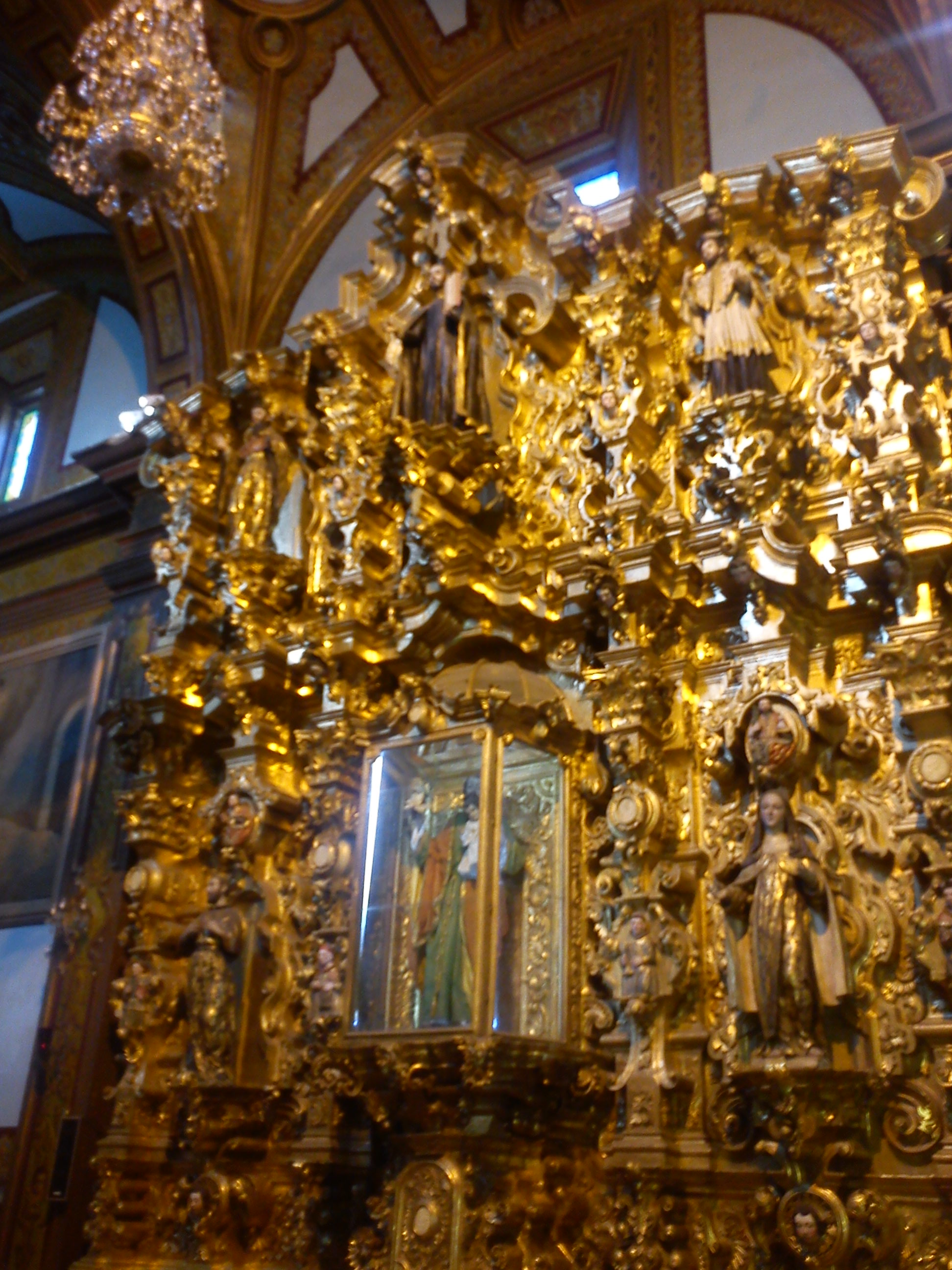
El altar lateral.
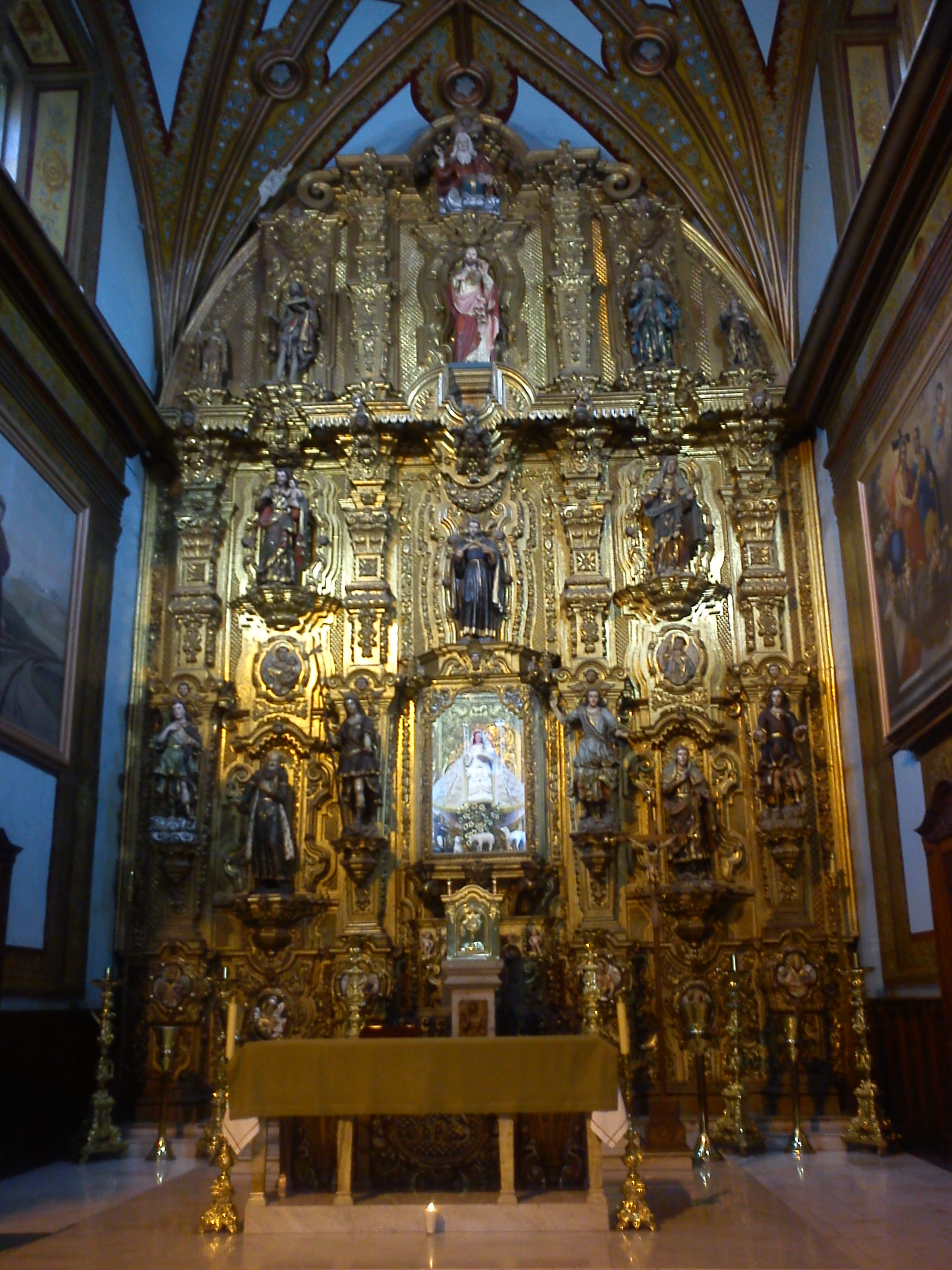
El retablo.
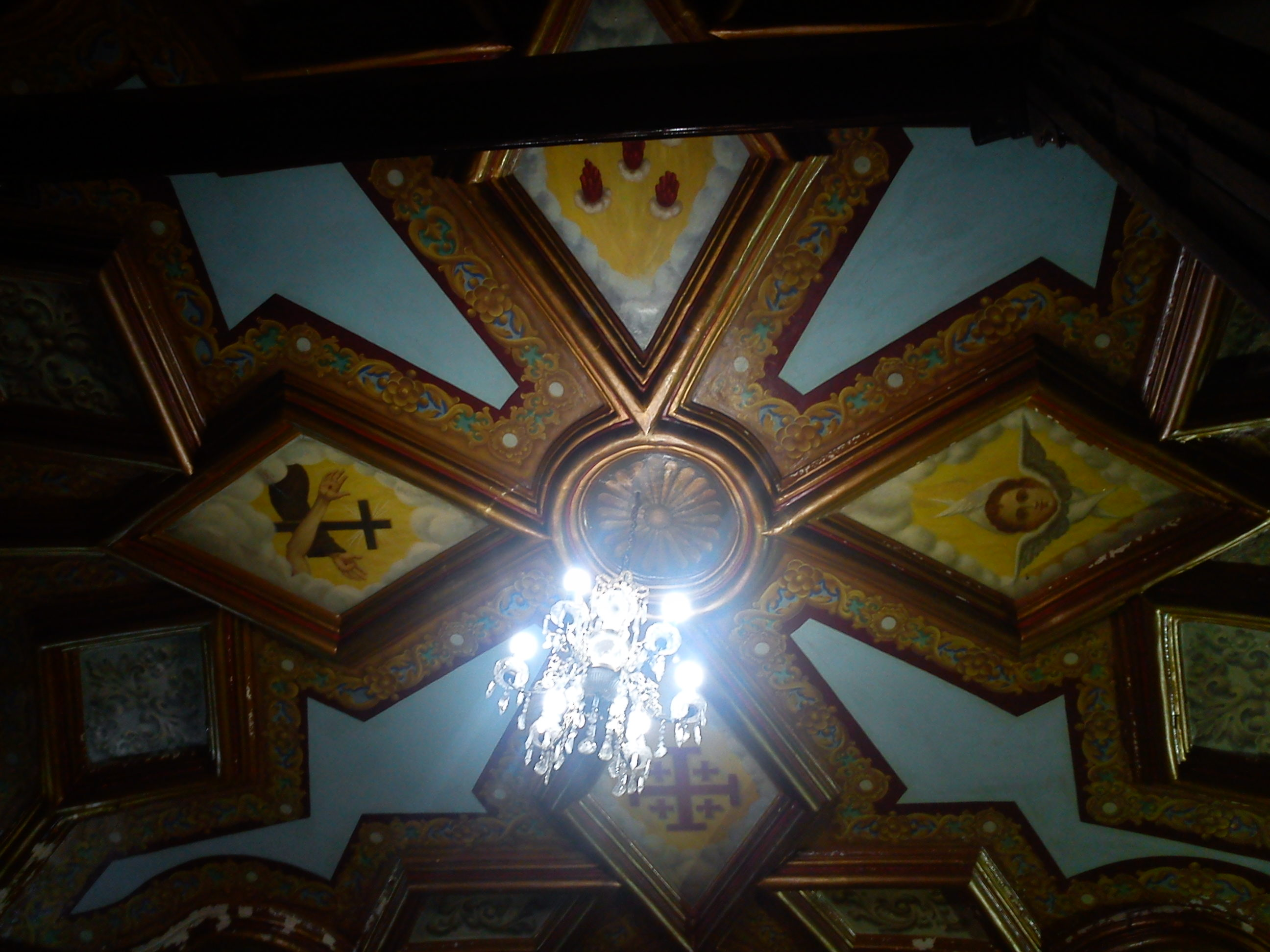
El techo.
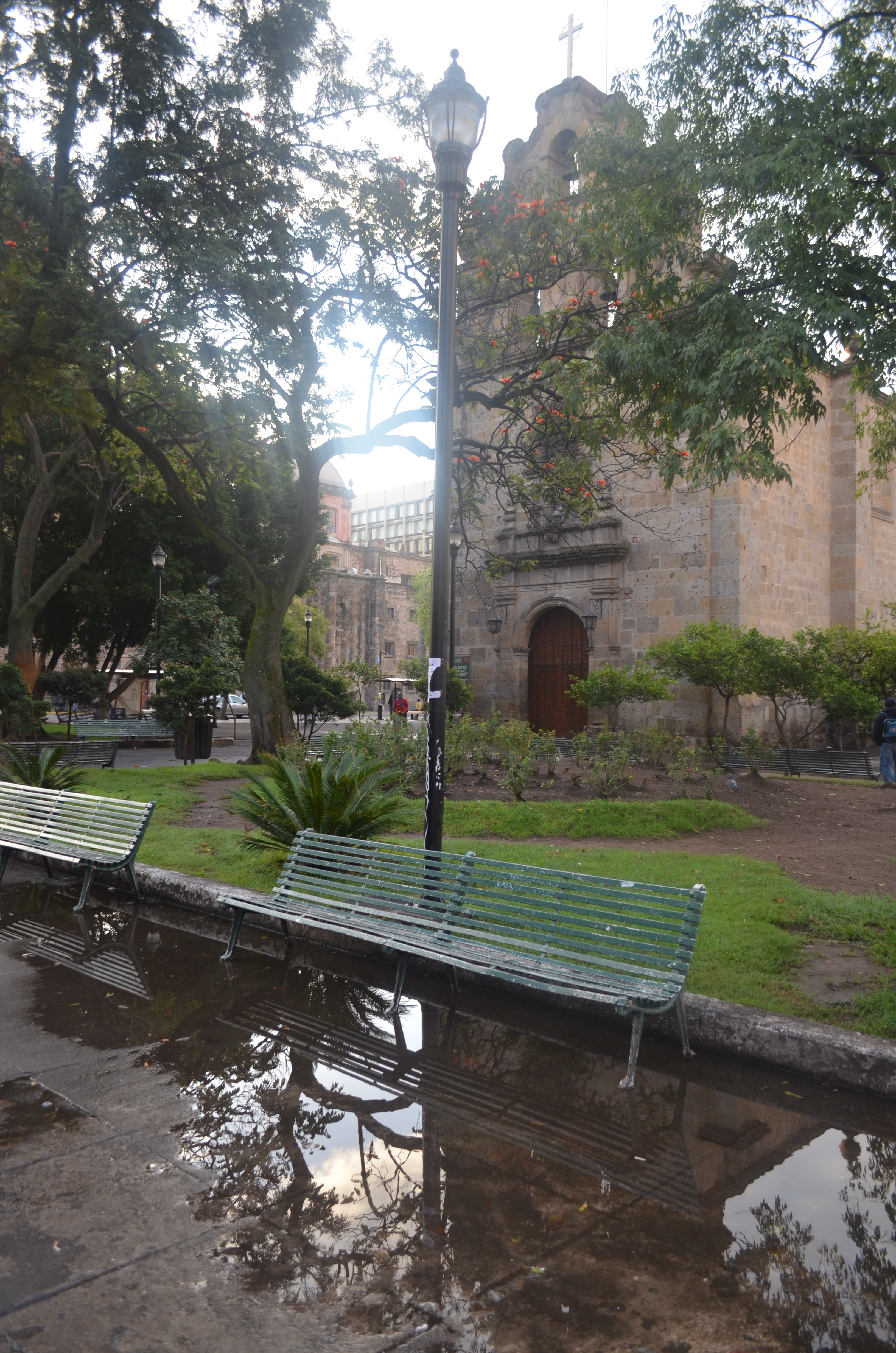
Jardín de Aranzazú.